# Complexe sportif de Fès
Complexe sportif de Fès (Arabisch: المركب الرياضي لفاس) is een multifunctioneel stadion in Fez, Marokko. Het wordt momenteel voornamelijk voor voetbalwedstrijden gebruikt en heeft atletiek-faciliteiten. Het stadion biedt ruimte aan 45.000 toeschouwers. De officiële opening was op 25 november 2007.